# چنتا
چنتا (به صربی: Čenta) یک روستا در صربستان است که در Zrenjanin City واقع شده‌است. چنتا ۳٬۱۱۹ نفر جمعیت دارد و ۷۶ متر بالاتر از سطح دریا واقع شده‌است.